# 齊藤稜駿
齊藤 稜駿（さいとう りょうま、1996年5月19日 - ）は、東京都出身のホスト、元タレント、元俳優。

## 経歴
2008年に放映新社に所属し、芸能界デビュー。
2009年-2011年に『天才てれびくんMAX』にてれび戦士として2年間出演。他のてれび戦士とは異なり、歌やダンスのレッスンを受けたことがなかったが、ディレクターに「光る物がある」と言われ、オーディションに合格した。番組出演後は番組内のダンスのレッスンなどに苦労し、悩んだり立ち止まる暇がなく駆け抜けていたというが、継続することで進歩していった。
齊藤によると、てれび戦士は入れ替わりが激しく、1年目は1年間レギュラー出演できるが、2年目以降は1年目の活躍次第で出演の可否が決定するという。
しかし『天才てれびくんMAX』卒業後に人生が急転。父親が急死し、母親が仕事に出なければならなくなり、金銭的な余裕がなくなった。大学進学するが、2年生時に奨学金や生活費の借金も抱えるようになってしまったため、芸能事務所に所属しながらホストを開始した。最初は結果を出せなかったため、他の人から意見を聞き、吸収したことをそのまま実践した。更に2016年に大学を退学、放映新社を退社して芸能界引退し、本気でホストと向き合った結果、順位が上がっていったという。

## 出演

### 映画
- 空へ-救いの翼 RESCUE WINGS-（2008年）
- 東京残酷警察（2008年）

### テレビドラマ
- 金曜プレステージ 奥様は警視総監4（2009年4月、フジテレビ）橘元気 役
- 金曜プレステージ 奥様は警視総監5（2009年12月、フジテレビ）橘元気 役

### バラエティ
- キッザニアTV（BSフジ）レポーター
- 天才てれびくんMAX（2009年 - 2011年、NHK教育）てれび戦士

### CM
- 任天堂、Wii「カーズ」
- トンボ学生服

### その他のテレビ番組
- わたしが子どもだったころ 田中義剛篇（NHK総合）友人 役

### オリジナルビデオ
- 犯罪救済法拡充PV
- 東洋鋼鈑（メイン）PV

### 舞台
- 9〜ナイン〜（2013年）田山泰 役

### 雑誌
- nicola（集英社）モデル